# XY Pyxidis
XY Pyxidis (XY Pyx) es un sistema estelar situado en la constelación de Pyxis, la brújula.
Tiene magnitud aparente +5,74 y se encuentra, de acuerdo a la nueva reducción de los datos de paralaje de Hipparcos, a 920 ± 149 años luz del sistema solar.
La componente principal de XY Pyxidis es una estrella de la secuencia principal blanco-azulada de tipo espectral B3V.
Tiene una temperatura superficial de 18.700 K y brilla con una luminosidad 2060 veces superior a la del Sol.
Gira sobre sí misma con una velocidad de rotación proyectada de 158 km/s.
Su masa es 6,7 ± 0,1 veces mayor que la masa solar y tiene una edad aproximada de 26,3 millones de años.
La estrella secundaria, resuelta mediante interferometría de moteado, está separada 0,100 segundos de arco de la primaria. Su magnitud aparente es +6,95.
Se piensa que, a su vez, la estrella primaria es una  binaria espectroscópica.
El sistema constituye una binaria eclipsante con un período de 0,923 días, siendo la amplitud de la variación de 0,069 magnitudes.